# Haematobosca
Haematobosca is een geslacht van insecten uit de familie van de echte vliegen (Muscidae), die tot de orde tweevleugeligen (Diptera) behoort.

## Soorten
- H. alcis (Snow, 1891)
- H. atripalpis (Bezzi, 1895)
- H. stimulans (Meigen, 1824)